# Univox Hi-Flier
Univox Hi-Flier — электрогитара, производимая компанией Univox (позднее Unicord) с 1968 до 1978. Она была копией гитары Ventures фирмы Mosrite, но имела некоторые отличия и была гораздо дешевле.

## Фазы
Hi-Flier прошла много изменений, известных как четыре фазы. Однако, изменения имели «переходные» периоды, когда гитары выпускались с постепенно меняющимися со старшей фазы на новую характеристиками. Также невозможно определить дату выпуска этих гитар по серийному номеру, так как все записи хранились на производстве (оригинальная фабрика сгорела в 1980-х), и, как правило, серийные номера менялись от длинных до коротких в течение многих лет.

### Первая фаза
Hi-Flier впервые была выпущена в 1968 году. Она была основана на гитаре Mosrite Ventures model и оснащалась двумя звукоснимателями, аналогичными P-90.
Самые первые гитары были окрашены в трехтонный цвет «Sunburst», оснащались жемчужно-белым щитком звукоснимателей и крышкой болта анкера. Ранние модели отличались от последующих более тонким корпусом и грифом, ретейнером (деталь, прижимающая струны к головке грифа) в виде перекладины, покрывающей все шесть струн, большими отметками ладов на всём грифе, кроме двух на двенадцатом ладу, двойным переключателем звукоснимателей вкл./выкл. и хромированной пластиковой табличкой «Univox» на верху головки грифа.
В определённый период с конца 1968 до начала 1969 была выпущена ограниченная серия Hi-Flier, названная «Hi-Flier Custom». Наряду со стандартным цветом «Sunburst» был предложен чёрный. Модели «Custom» отличались от обычных лишь тем, что имели красные щитки звукоснимателей и крышки болта анкера с рельефной текстурой, чаще всего с более тонкими корпусами и грифами (которые стали стандартом для всех «Hi Flier» того периода) и табличкой на грифе «Univox Custom».
Следует пояснить, что существовало много гитар «Hi-Flier» с теми же самыми характеристиками, что и «Hi-Flier Сustom», но с табличками «Univox» без надписи «Custom». Дело в том, что гитара «Hi-Flier Сustom» была создана для того, чтобы использовать остатки табличек с прежней модели гитары «Univox Custom» с полым корпусом (аналог Gibson ES-335), выпускавшейся гораздо раньше, в 1960-х. На складе у фабрики осталось очень много табличек, позже используемых на «Hi-Flier», пока они не закончились. После этого фирма снова вернулась к использованию обычных лого «Univox»

### Вторая фаза
Вторая фаза гитары была похожа на первую за исключением нескольких изменений:
- В конструкции ретейнера вместо единой перекладины стали использоваться отдельные металлические части
- В поздних версия второй фазы изменилась конструкция звукоснимателей: магнитоводы стали винтами, а вокруг катушки добавилась металлическая клетка
- Кант по периметру деки стал менее резким и глубоким, а толщина деки немного уменьшилась
- Отметки ладов стали меньше
- Вместо двойного кнопочного выключателя устанавливался трёх-позиционный тумблер
- Гитары стали доступны в белом цвете
- Щиток звукоснимателей стал трёхслойным, белого цвета без какой-либо текстуры
- В середине производства пластиковую табличку на грифе заменила декаль со стилизованной по 1970-е надписью под слоем лака между колками. Такой логотип сохранился до конца производства гитары.

### Третья фаза

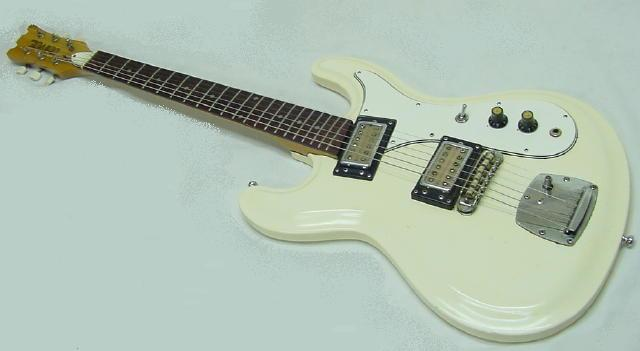
Univox Hi Flier Фаза 3

В 1974 гитары «Hi Flier» стали доступны в натуральном цвете, и, что самое главное, два сингла были заменены на хамбакеры. Эти звукосниматели уже использовались на копии стратокастера «Ripper» и на «Gimme» — копии Gibson Les Paul. Они имели очень высокий выходной сигнал с отличительным «хромовым» звуком, прозрачным пластиковым верхом и трёх-болтовым креплением. Хотя эти хамбакеры существенно отличались от дизайна «Mosrite», на котором основывалась гитара, их уникальный тон и высокий уровень сигнала сделали третью фазу гитары «Hi Flier» наиболее популярной. Также все гитары в натуральном цвете и многие поздние версии в чёрном имели гриф и накладку из клёна.
Пик выпуска гитар пришелся на середину 1970-х, именно поэтому третья фаза гитары «Hi-Flier» сегодня наиболее распространена.

### Четвёртая фаза
Около 1977, «Hi Flier» снова подверглась изменениям. Гитары с белыми и черными корпусами сохранили белые щитки звукоснимателей, в то время как гитары натурального цвета и «Sunburst» оснащались щитками чёрного цвета. На многих моделях устанавливались держатели звукоснимателей белого цвета вместо прежних чёрных. Расположение регулировочных ручек было заменено с положения в одну линию на положение одна над другой. Что наиболее характерно, гитары четвёртой фазы оснащались струнодержателем «Tune’o’matic» в стиле Gibson вместо тремоло и роликового бриджа.